# Archidiocèse d'Omaha
L'archidiocèse d'Omaha est un archidiocèse de l'Église catholique aux États-Unis dont le siège est à Omaha dans le Nebraska. Il a d'abord été fondé, le 6 janvier 1857, en tant que le vicariat apostolique du Nebraska. Il a été élevé au rang de diocèse le 2 octobre 1885 et adopta alors le nom de « diocèse d'Omaha ». Il fut élevé au rang d'archidiocèse le 4 août 1945. Celui-ci comprend deux diocèses suffragants : le diocèse de Grand Island et le diocèse de Lincoln.

## Histoire
Le 6 janvier 1857, le pape Pie IX a érigé le vicariat apostolique du Nebraska. Le 28 janvier 1859, Mgr James Myles O'Gorman (en) de l'abbaye de New Melleray à Dubuque en Iowa en devint le premier vicaire apostolique. En 1883, le vicariat apostolique du Nebraska a perdu du terrtiroire lors de la création du vicariat apostolique du Montana (de nos jours, le diocèse d'Helena). Le 2 octobre 1885, le pape Léon XIII a élevé le vicariat apostolique au rang de diocèse et l'a renommé en « diocèse d'Omaha ». MgrJames O'Connor (en), qui était alors vicaire apostolique, en devint le premier évêque. À cette époque, le territoire du diocèse incluait l'ensemble du Nebraska et du Wyoming. Le 2 août 1887, il perdit du territoire lors de l'érection des diocèses de Cheyenne et de Lincoln. Il perdit à nouveau du territoire à deux reprises au profit du diocèse de Grand Island, en 1912 lors de sa création, puis, en 1916. Le 10 août 1945, le diocèse d'Omaha a été élevé au rang d'archidiocèse par le pape Pie XII.

## Ordinaires

### Vicaires apostoliques du Nebraska
- Siège vacant (6 janvier 1857 - 18 janvier 1859)
- James Myles O'Gorman (en) (18 janvier 1859 - 4 juillet 1874)
- John Ireland (12 février 1875 - 28 juillet 1875)
- James O'Connor (en) (26 juin 1876 - 2 octobre 1885)

### Évêques d'Omaha

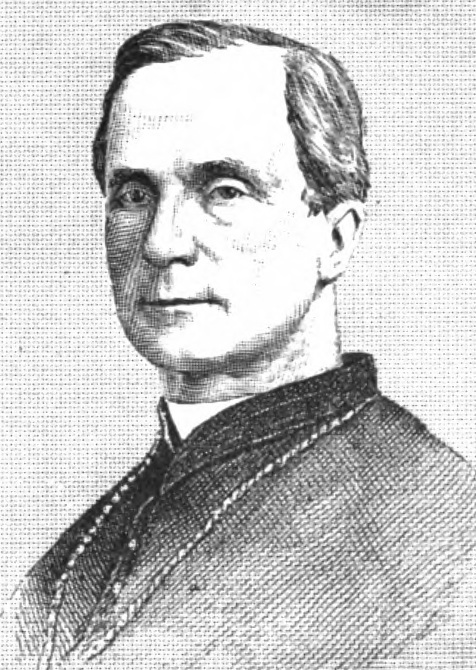
Portrait de James O'Connor, premier évêque d'Omaha

- James O'Connor (en) (2 octobre 1885 - 27 mai 1890)
- Richard Scannell (en) (30 janvier 1891 - 8 janvier 1916)
- Jeremiah James Harty (en) (16 mai 1916 - 29 octobre 1927)
- Joseph Rummel (en) (30 mars 1928 - 9 mars 1935)
- James Hugh Ryan (en) (3 août 1935 - 4 août 1945)

### Archevêques d'Omaha
- James Hugh Ryan (en) (4 août 1945 - 23 novembre 1947)
- Gérald Thomas Bergan (en) (7 février 1948 - 11 juin 1969)
- Daniel E. Sheehan (en) (11 juin 1969 - 4 mai 1993)
- Elden Curtiss (4 mai 1993 - 3 juin 2009)
- George Lucas (3 juin 2009 - 31 mars 2025)
- Michael McGovern (depuis le 31 mars 2025)

## Statistiques
- En 1950, il comptait 125.842 baptisés pour 543.856 habitants (23,1%), 314 prêtres (205 diocésains et 109 réguliers), 114 religieux et 991 religieuses dans 162 paroisses
- En 1966, il comptait 184.929 baptisés pour 630.890 habitants (29,3%), 395 prêtres (226 diocésains et 169 réguliers), 223 religieux et 1.295 religieuses dans 144 paroisses
- En 1976, il comptait 198.372 baptisés pour 713.284 habitants (27,8%), 388 prêtres (235 diocésains et 153 réguliers), 28 diacres permanents, 205 religieux et 1.034 religieuses dans 155 paroisses
- En 1999, il comptait 214.574 baptisés pour 822.892 habitants (26,1%), 349 prêtres (229 diocésains et 120 réguliers), 143 diacres permanents, 202 religieux et 340 religieuses dans 139 paroisses
- En 2004, il comptait 239.112 baptisés pour 867.531 habitants (27,6%), 321 prêtres (221 diocésains et 100 réguliers), 176 diacres permanents, 123 religieux et 337 religieuses dans 138 paroisses
- En 2016, il comptait 234.254 baptisés pour 975.301 habitants (24%), 243 prêtres (180 diocésains et 63 réguliers), 239 diacres permanents, 84 religieux et 242 religieuses dans 125 paroisses[1].

## Source
- (en) Cet article est partiellement ou en totalité issu de l’article de Wikipédia en anglais intitulé « Roman Catholic Archdiocese of Omaha » (voir la liste des auteurs).

### Articles liés
- Liste des juridictions catholiques aux États-Unis
- Église catholique aux États-Unis